# كورتيس ستون
كورتيس ستون (بالإنجليزية: Curtis Stone)‏ هو مشارك تلفزيون الواقع ‏ وطاهي أسترالي، ولد في 4 نوفمبر 1975 في ملبورن في أستراليا.

## وصلات خارجية
- الموقع الرسمي
- كورتيس ستون على موقع IMDb (الإنجليزية)
- كورتيس ستون على موقع قاعدة بيانات الفيلم (الإنجليزية)